# Alexandrin Guțu
Alexandrin Guțu (ur. 21 grudnia 2002) – mołdawski zapaśnik walczący w stylu klasycznym. Zajął trzynaste miejsce na mistrzostwach świata w 2021 roku. 
Piąty na mistrzostwach Europy w 2023 i 2024. Trzeci w indywidualnym Pucharze Świata w 2020. 
Triumfator młodzieżowych igrzysk olimpijskich z 2018. Wygrał MŚ U-23 w 2023 i 2024, drugi w 2022. Wygrał ME U-23 w 2023, a także trzeci w 2024 i 2025. Trzeci na MŚ juniorów w 2021 i 2022. Mistrz Europy juniorów w 2021 i 2022. Mistrz świata kadetów w 2018; trzeci w 2019. Mistrz Europy kadetów w 2019; drugi w 2018 roku.